# 聖赫羅尼莫 (科馬亞瓜省)
聖赫羅尼莫（西班牙語：San Jerónimo），是洪都拉斯的城鎮，位於該國中西部，由科馬亞瓜省負責管轄，面積227平方公里，海拔高度468米，2001年人口14,611，人口密度每平方公里64.37人。
14°38′0″N 87°36′0″W / 14.63333°N 87.60000°W